# Cadillac Series 70
Cadillac Series 70 – samochód osobowy klasy luksusowej produkowany pod amerykańską marką Cadillac w latach 1936–1976 oraz 1985–1987.

## Pierwsza generacja

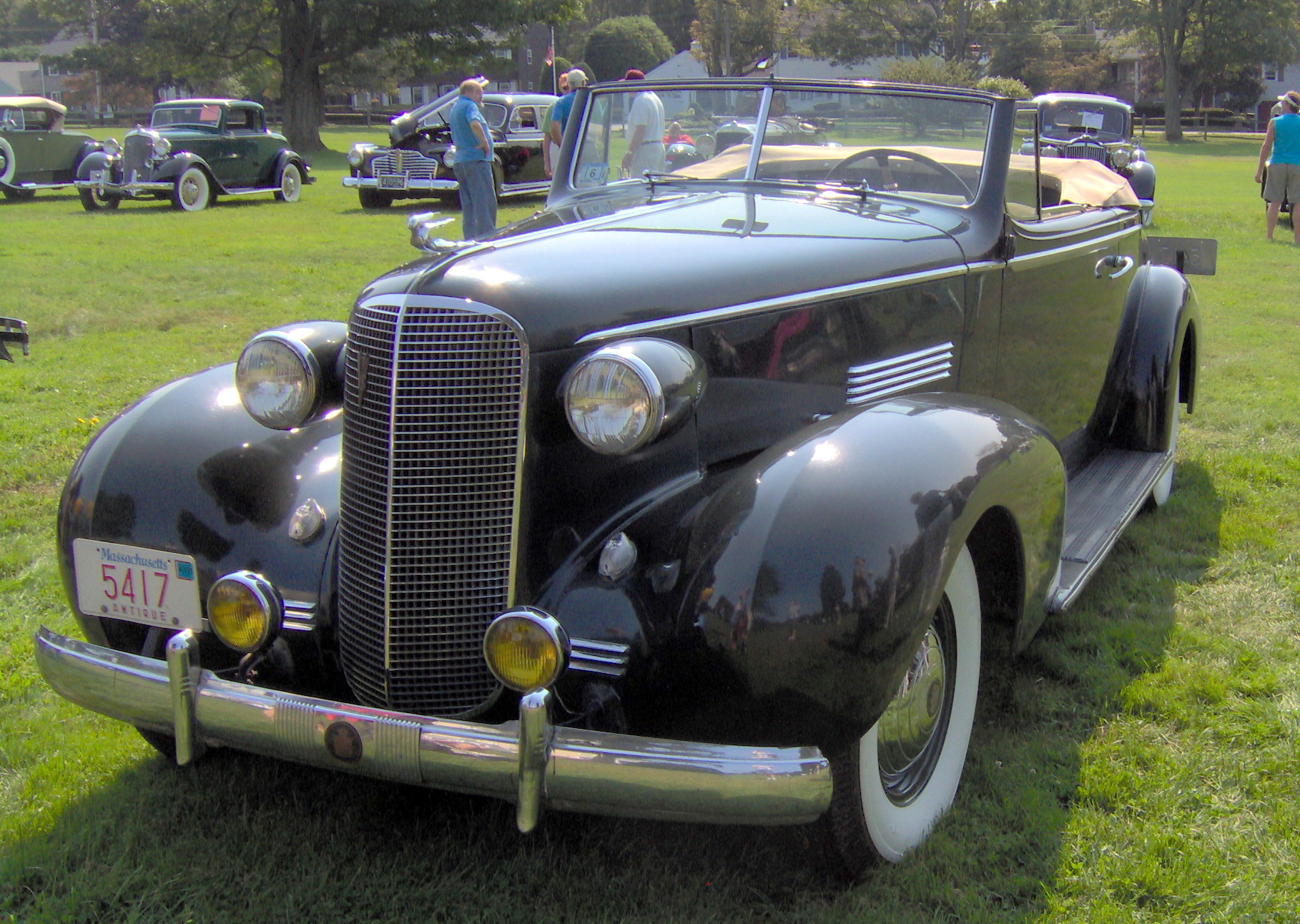
Cadillac Series 70 I Cabriolet

Cadillac Series 70 I został zaprezentowany po raz pierwszy w 1936 roku.
Pierwsza generacja serii 70 i 75 została wprowadzona do produkcji jako rocznik 1936. Seria 70 opierała się na płycie podłogowej GM C-body, seria 75 zaś na GM D-body. Do napędu służyła jednostka V8 5,7 l Monoblock o mocy 137 KM (101 kW), napęd przenoszony była na oś tylną poprzez 3-biegową manualną skrzynię biegów.
Długość nadwozia wynosiła dla rocznika 1936: 5240 mm - seria 70, 5243 mm - seria 75, dla rocznika 1937: 5293 mm - seria 70, 5484 mm - seria 75 oraz 5875 mm dla wersji Commercial. Rozstaw osi to 3327 mm dla serii 70, 3505 mm dla serii 75 oraz 3962 mm dla Commerciala. Samochód występował w kilku wersjach nadwozia: sedan, kabriolet, coupé czy limuzyna, w konfiguracji 2- jak i 4-drzwiowej.

### Silnik
- V8 5.7l Monobloc

## Druga generacja

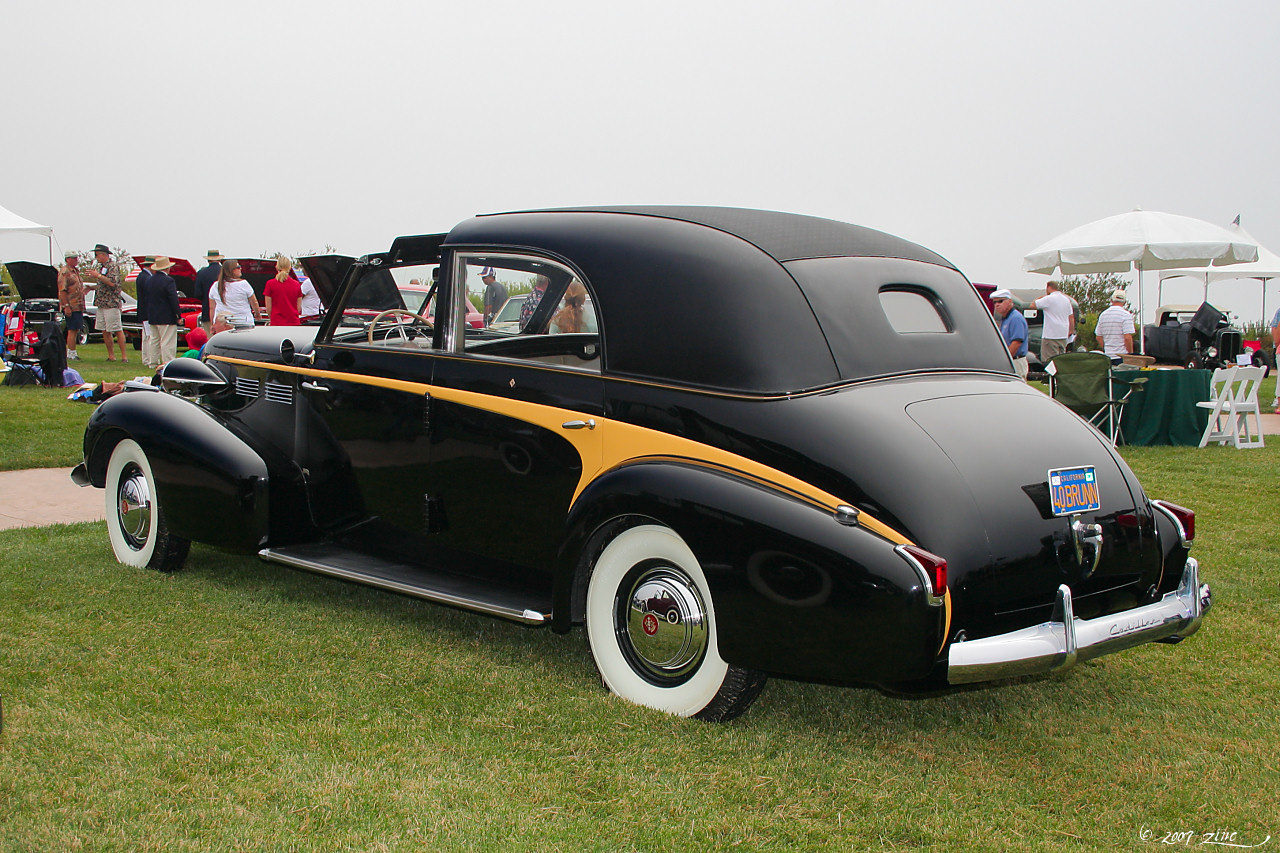
Cadillac Series 70 II - tył

Cadillac Series 70 II został zaprezentowany po raz pierwszy w 1938 roku.
Od rocznika 1938 zarzucono produkcję serii 70 oraz karosowanych przez Fishera egzemplarzy serii 75. Pozostałe przy produkcji pojazdy oparte na płycie GM D-body cechowały się rozstawem osi 3600 mm i nadwoziem produkcji Fleetwooda.
Do napędu serii 75 służył silnik V8 5.7 Monoblock o stopniu kompresji podniesionym do 6,7:1, moc maksymalna wynosiła 142 KM (104 kW). W roku 1939 zmodernizowano wygląd pasa przedniego nadwozia, rok później zaprezentowano serię 72 z krótszym rozstawem osi (3505 mm). Długość nadwozia w zależności od rocznika i wersji wahała się od 5603 do 6447 mm.

### Silniki
- V8 5.7l Monobloc

## Trzecia generacja

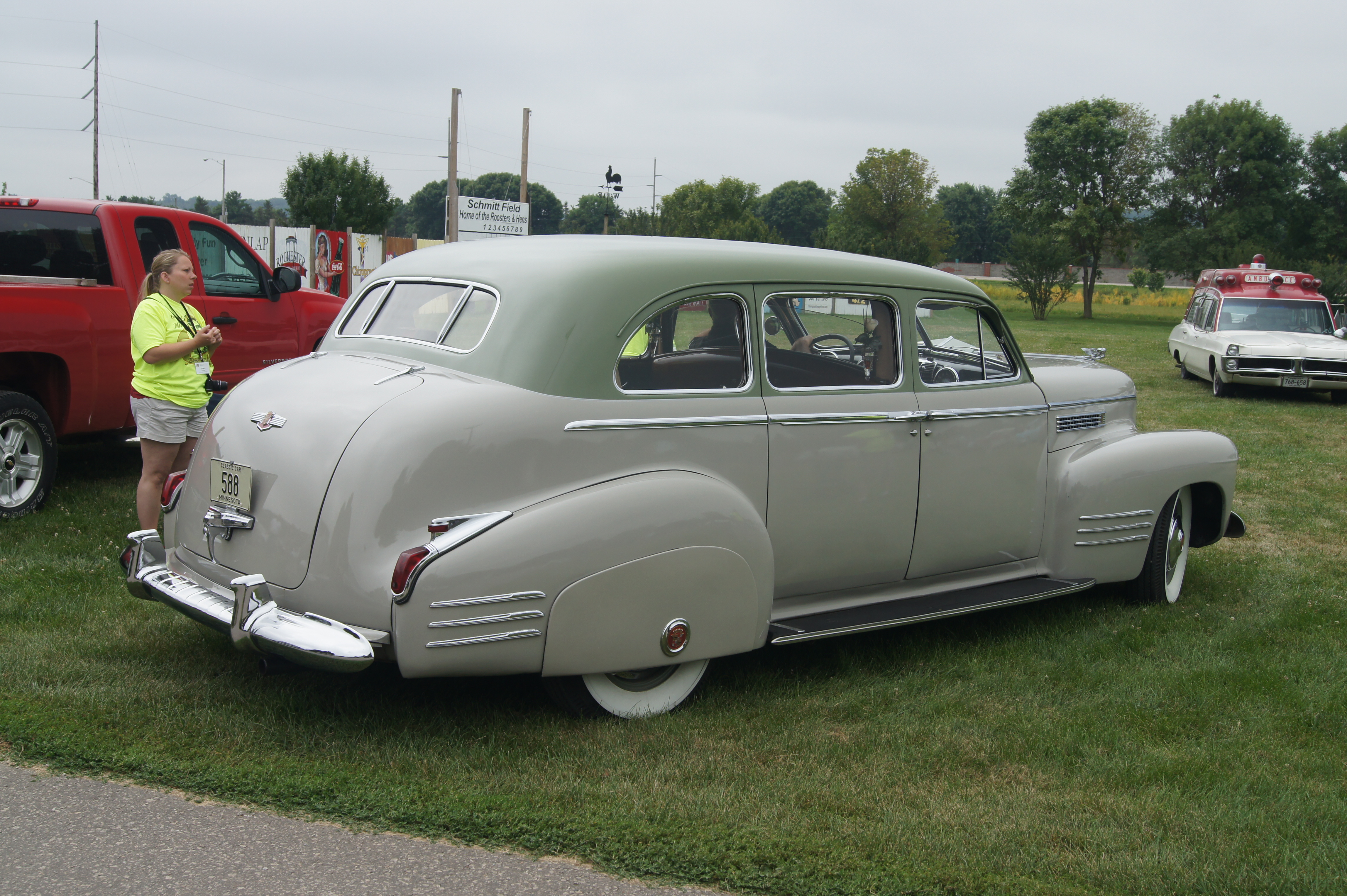
Cadillac Series 70 III - tył

Cadillac Series 70 III został zaprezentowany po raz pierwszy w 1941 roku.
Od rocznika 1941 stosowano podwozie ze skróconym do 3454 mm rozstawem osi. Moc silnika V8 5.7 podniesiono do 152 KM (112 kW). Dla rocznika 1942 przygotowano nowy pas przedni z masywniejszym chromowanym grillem. W roku 1949 przedstawiono nowy silnik V8 5.4 o mocy 162 KM (119 kW).
W latach 1941–42 powstawała seria 67, cechowała się rozstawem osi 3531 mm i długością nadwozia 5791 mm.

### Silniki
- V8 5.4l OHV
- V8 5.7l Monobloc

## Czwarta generacja

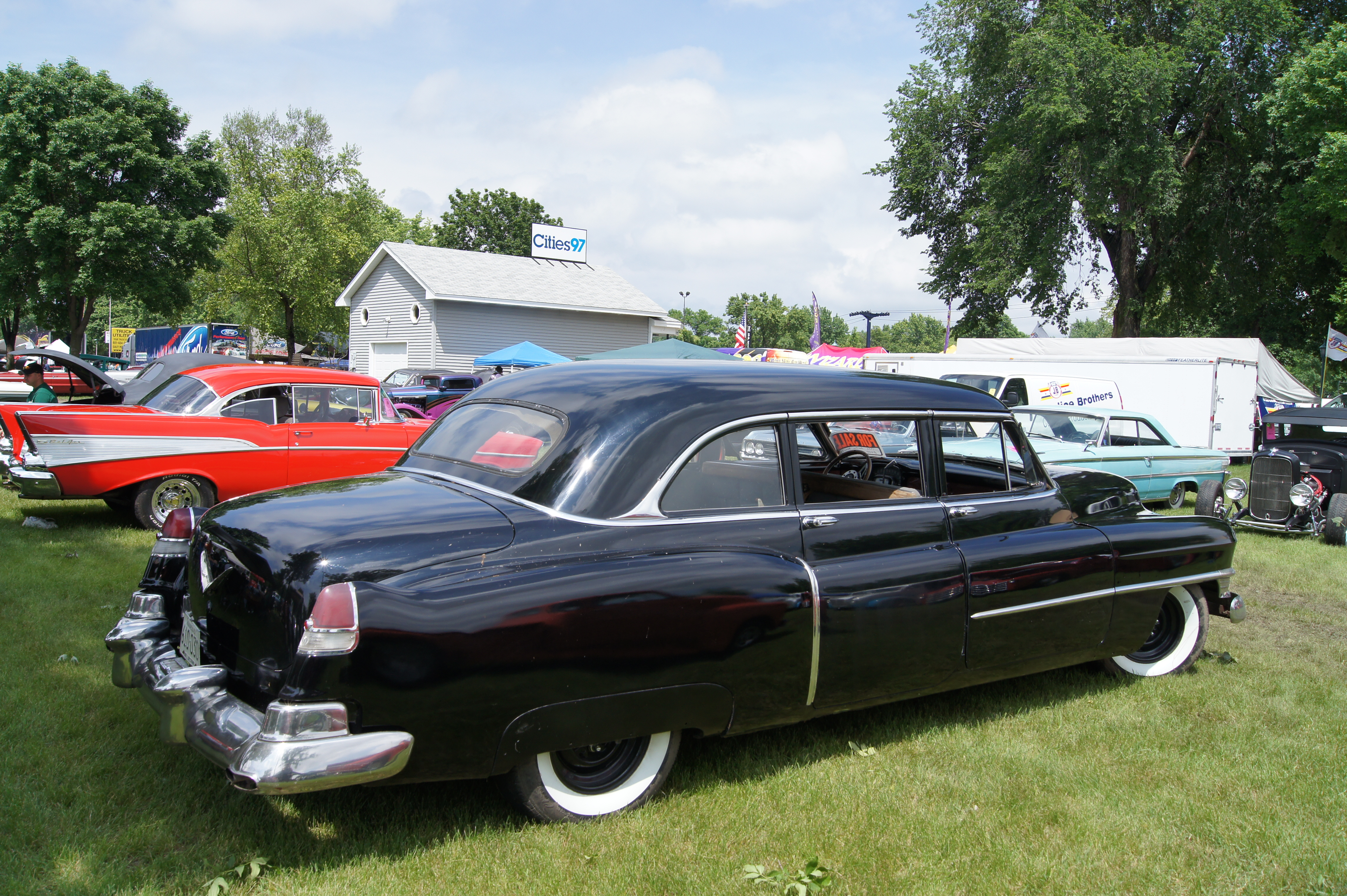
Cadillac Series 70 IV - tył

Cadillac Series 70 IV został zaprezentowany po raz pierwszy w 1950 roku.
Czwarta generacja trafiła na rynek jako rocznik 1950, zaprojektowana była ona w zupełnie nowym stylu charakterystycznym dla powojennych aut Cadillaca. Opierała się na podwoziu z rozstawem osi równym 3729 mm. Do napędu służył silnik Cadillac OHV V8 5.4, napęd przenoszony był na oś tylną poprzez 3-biegową manualną bądź 4-biegową automatyczną skrzynię biegów. Pojazd co roku przechodził drobne modernizacje, produkcję zakończono w roku 1953.
Długość nadwozia wynosiła w zależności od rocznika od 6002 do 6060 mm, podróżować wewnątrz mogło do ośmiu pasażerów.

### Silnik
- V8 5.4l OHV

## Piąta generacja

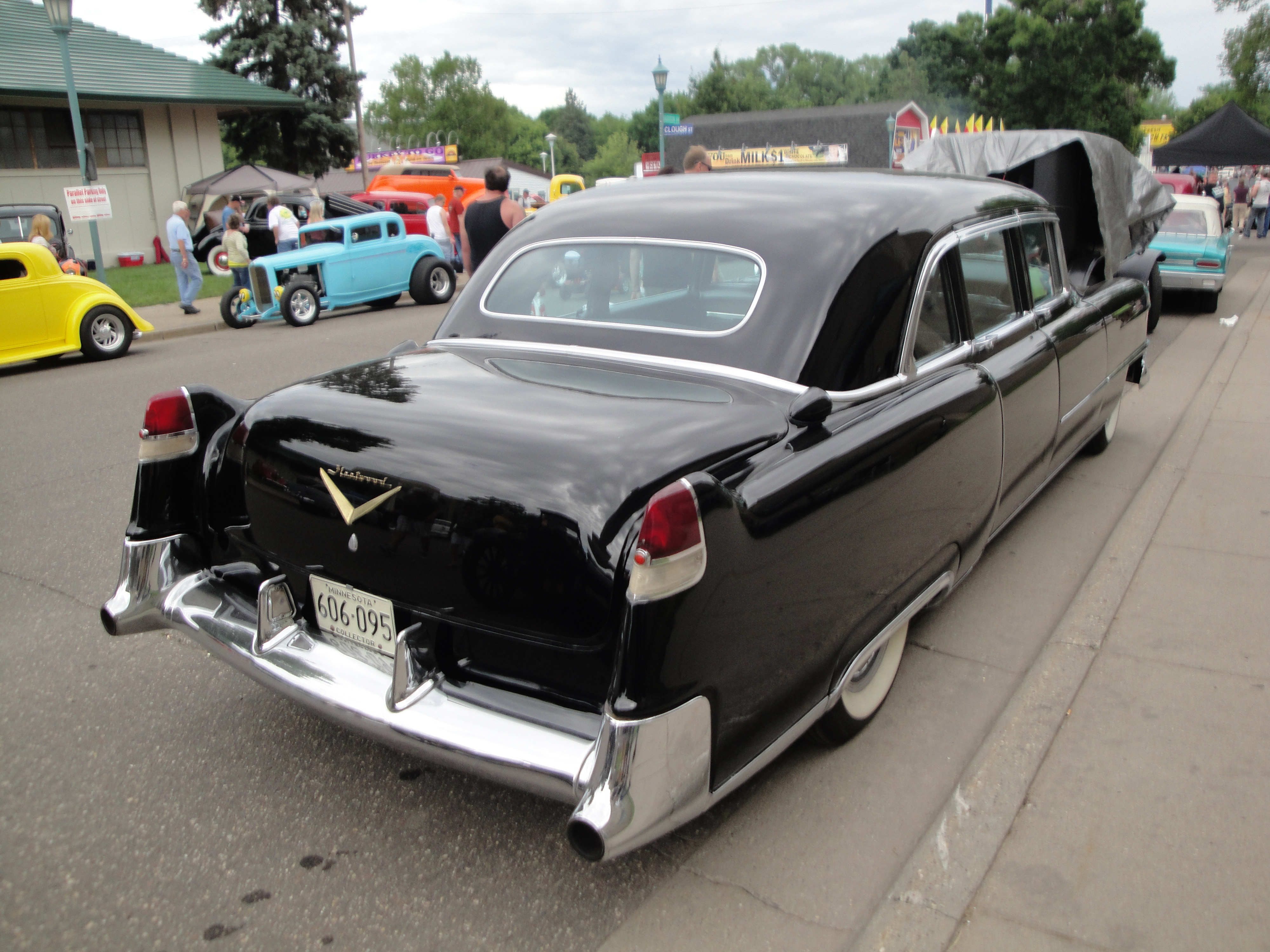
Cadillac Series 70 V - tył

Cadillac Series 70 piątej generacji został zaprezentowany po raz pierwszy w styczniu 1954 roku. Produkowano w jej ramach tylko model Series 75 Fleetwood.
Kolejna generacja zadebiutowała na rynku jako rocznik 1954, cechowała się rozstawem osi 3805 mm. Nawiązywała ona stylistycznie do poprzednika. Do napędu służył wzmocniony do 233 (172 kW) silnik V8 5.4. Od rocznika 1955 4-biegowa przekładnia automatyczna Hydramatic montowana była jako standard. Moc silnika podniesiono do 253 KM (186 kW), poprzez montaż 4-gardzielowego gaźnika można było podnieść ją jeszcze do 274 KM (201 kW). Od rocznika 1956 Series 75 oferowany był z nowym silnikiem V8 6.0 o mocy 289/309 KM (213/227 kW).
Długość nadwozia wynosiła w zależności od rocznika 6022 mm (1954-55) lub 5987 mm (1956).

### Silniki
- V8 5.4l OHV
- V8 6.0l OHV

## Szósta generacja

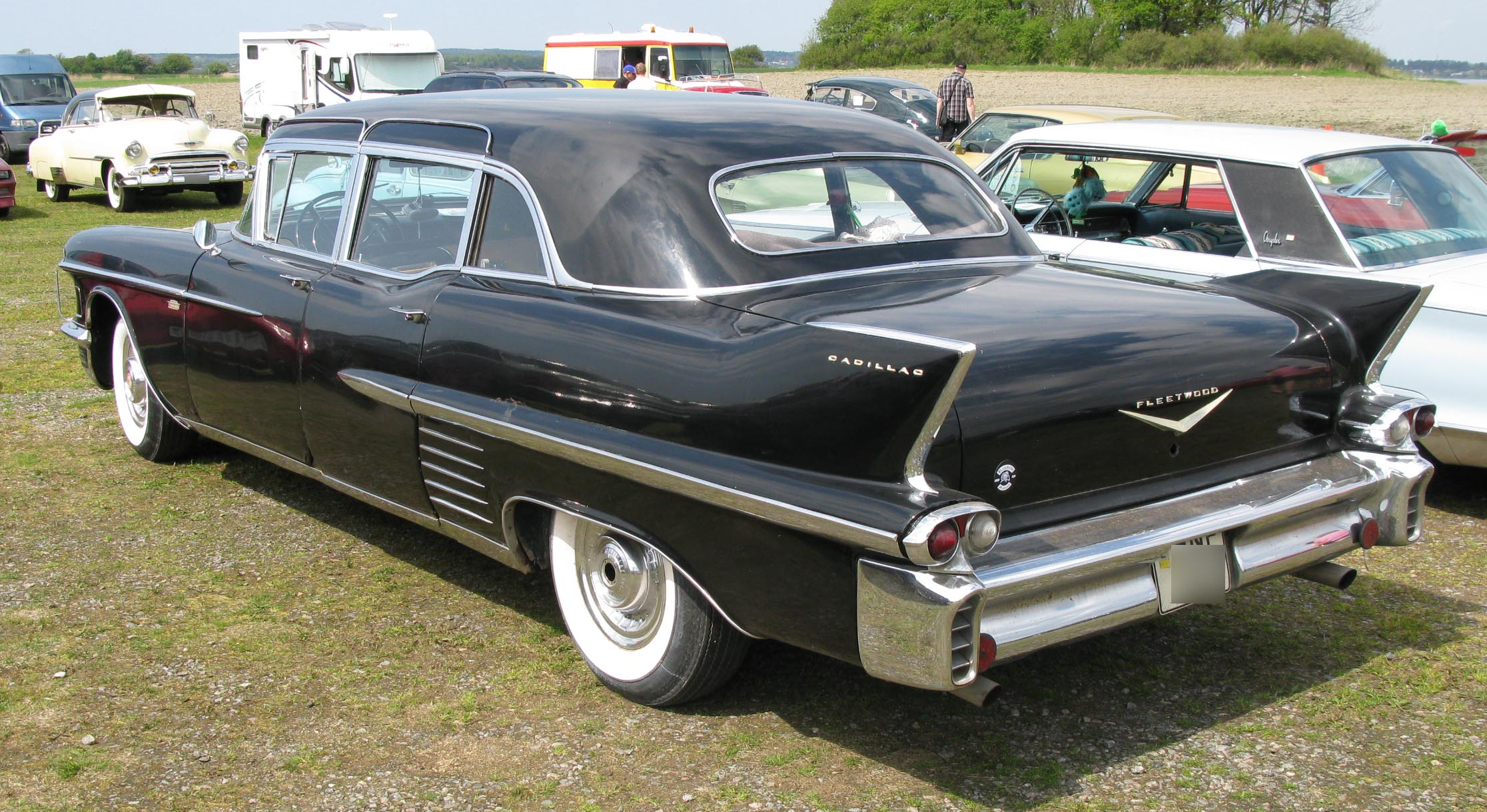
Cadillac Series 70 VI - tył

Cadillac Series 70 szóstej generacji został zaprezentowany po raz pierwszy w październiku 1956 roku. Produkowano w jej ramach tylko model Series 75 Fleetwood. 
Szósta generacja została wprowadzona na rynek jako rocznik 1957, rozstaw osi wynosił 3802 mm, samochodem mogło podróżować dziewięciu pasażerów. Moc silnika V8 6.0 podniesiono do 330 KM (242 kW), dostępna była wyłącznie 4-biegowa automatyczna skrzynia biegów. Rok później przeprowadzono drobny facelifting.
W roku 1958 Cadillac powrócił do oznaczenia fabrycznego serii 70, które otrzymał nowy luksusowy Cadillac Eldorado Brougham hardtop, lecz nie była ona częścią jego nazwy. Nosił je jednak tylko przez dwa lata. Roczniki 1959-60 produkowane były jako Series 6900, po czym montażu zaprzestano. Nowy pojazd został zaprezentowany w grudniu 1956 i wprowadzony na rynek 1957, był to ręcznie produkowany, luksusowy i limitowany pojazd oparty na prototypach Park Avenue i Orleans z lat 1953-54.

### Silnik
- V8 6.0l OHV

## Siódma generacja

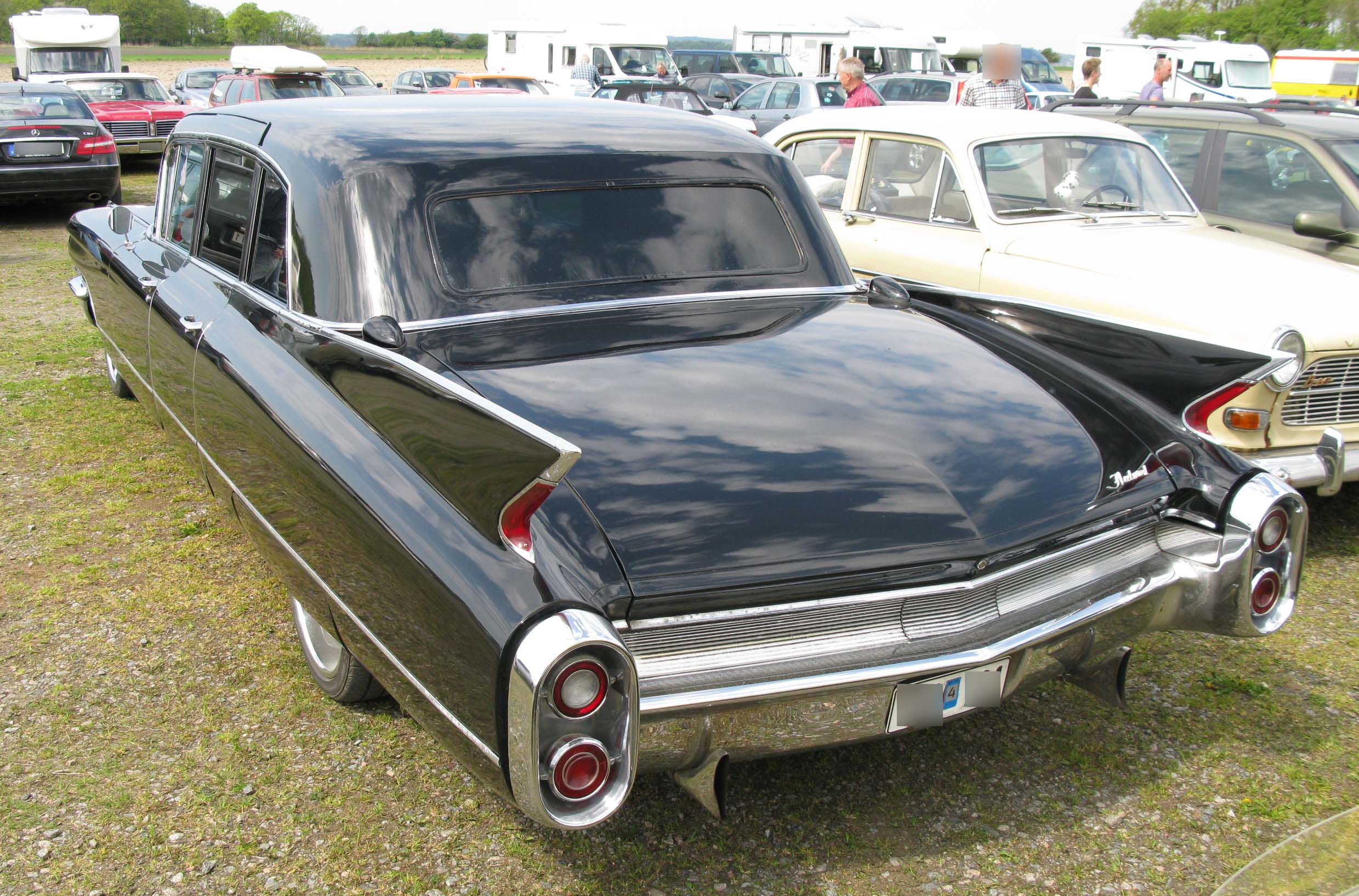
Cadillac Series 70 VII - tył

Cadillac Series 70 siódmej generacji został zaprezentowany po raz pierwszy we wrześniu 1958 roku.
Od rocznika 1959 Cadillaki serii 75 cechowały się zupełnie nową stylistyką nadwozia. Seria 75 zgodnie z nowym nazewnictwem producenta została przemianowana na Series 6700, mimo wszystko sprzedawana była jednak pod starą nazwą. Pojazd wciąż dostępny był w dziewięcioosobowej konfiguracji wnętrza. Pojemność skokową silnika V8 podniesiono z 6,0 do 6,4 l. Dla rocznika 1960 przygotowano zestaw niewielkich zmian kosmetycznych nadwozia. Jedyną dostępną przekładnią był wciąż 4-biegowy automat Hydramatic.

### Silnik
- V8 6.4l OHV

## Ósma generacja

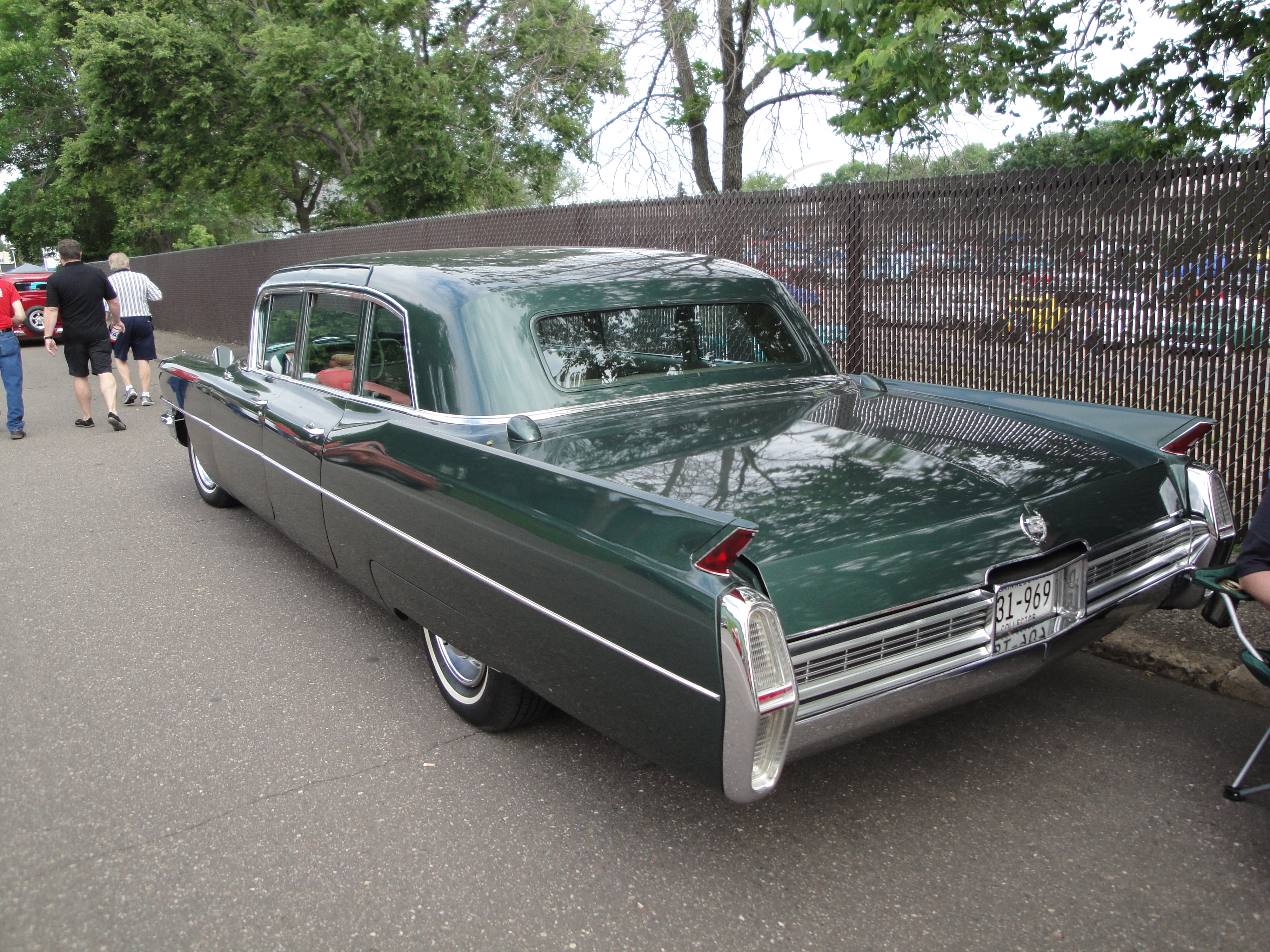
Cadillac Series 70 VIII - tył

Cadillac Series 70 VIII został zaprezentowany po raz pierwszy w 1961 roku.
Model przygotowany na rocznik 1961 cechował się rozstawem osi 3805 mm i nowym wyglądem nadwozia. Pojazd corocznie poddawany był drobnym modernizacjom. W 1964 roku pojemność silnika V8 wzrosła z 6,4 do 7,0 l, poskutkowało to zwiększeniem mocy maksymalnej do 345 KM (254 kW). Napęd przenoszony był na oś tylną przez 4-biegową automatyczną skrzynię biegów Hydramatic. Długość nadwozia w zależności od rocznika wynosiła: 6154 (1961-62), 6180 (1963) lub 6193 mm (1964-65).

### Silniki
- V8 6.4l OHV
- V8 7.0l OHV

## Dziewiąta generacja

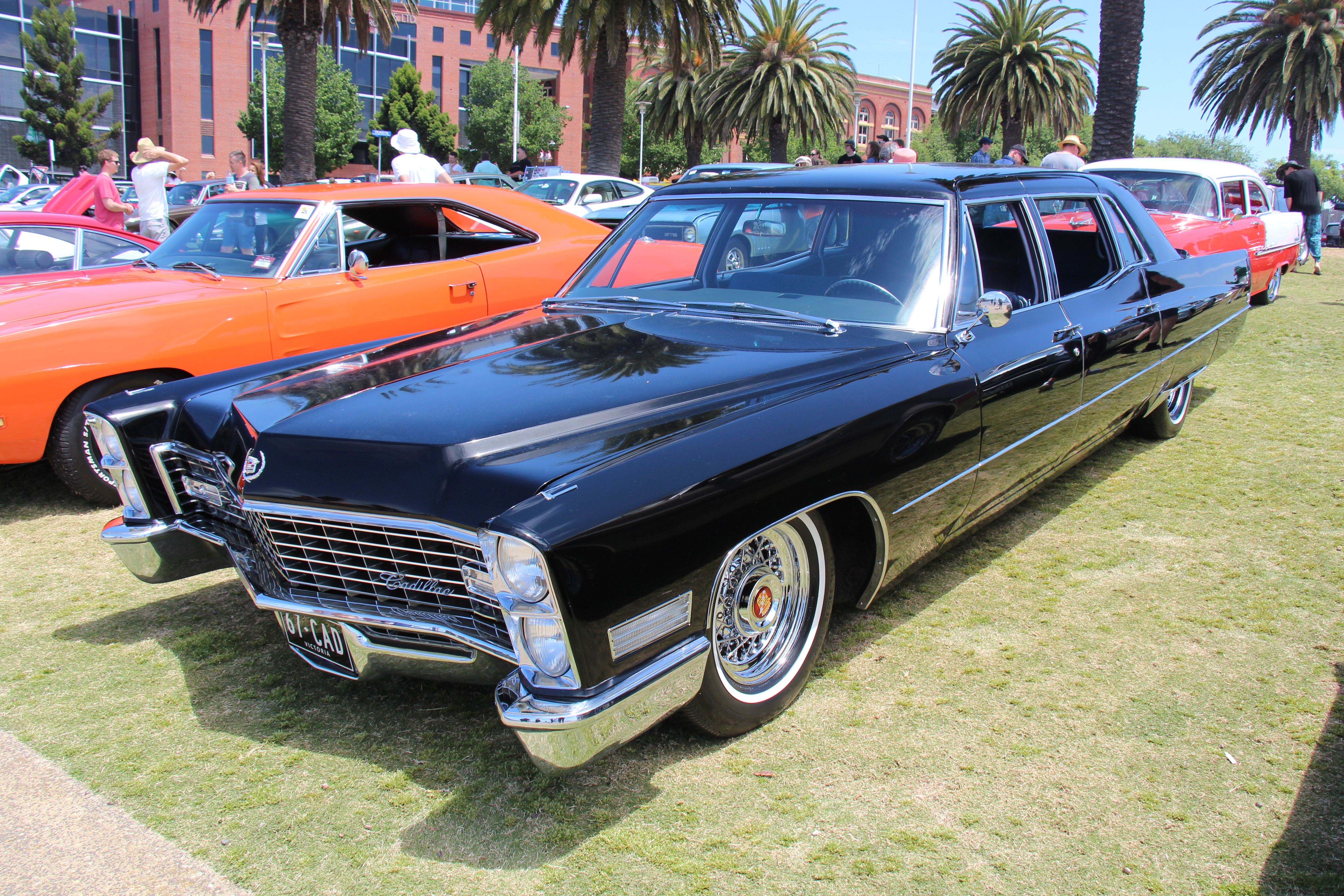
Cadillac Series 70 IX

Cadillac Series 70 IX został zaprezentowany po raz pierwszy w 1966 roku.
Kolejna generacja została wprowadzona na rynek jako rocznik 1966. Oparta była ona na podwoziu GM D-body z rozstawem osi 3805 mm. Tradycyjnie model co roku poddawano drobnym modernizacjom, od 1968 seria 75 dostępna była z silnikiem V8 7.7 o mocy 381 KM (280 kW). Napęd przenoszony był dalej na oś tylną poprzez 3-biegową automatyczną skrzynię Turbo-Hydramatic 400. Długość nadwozia wynosiła w zależności od rocznika: 6210 (1966-67), 6228 (1968) lub 6236 mm (1969-70).

### Silniki
- V8 7.0l OHV
- V8 7.7l OHV

## Dziesiąta generacja

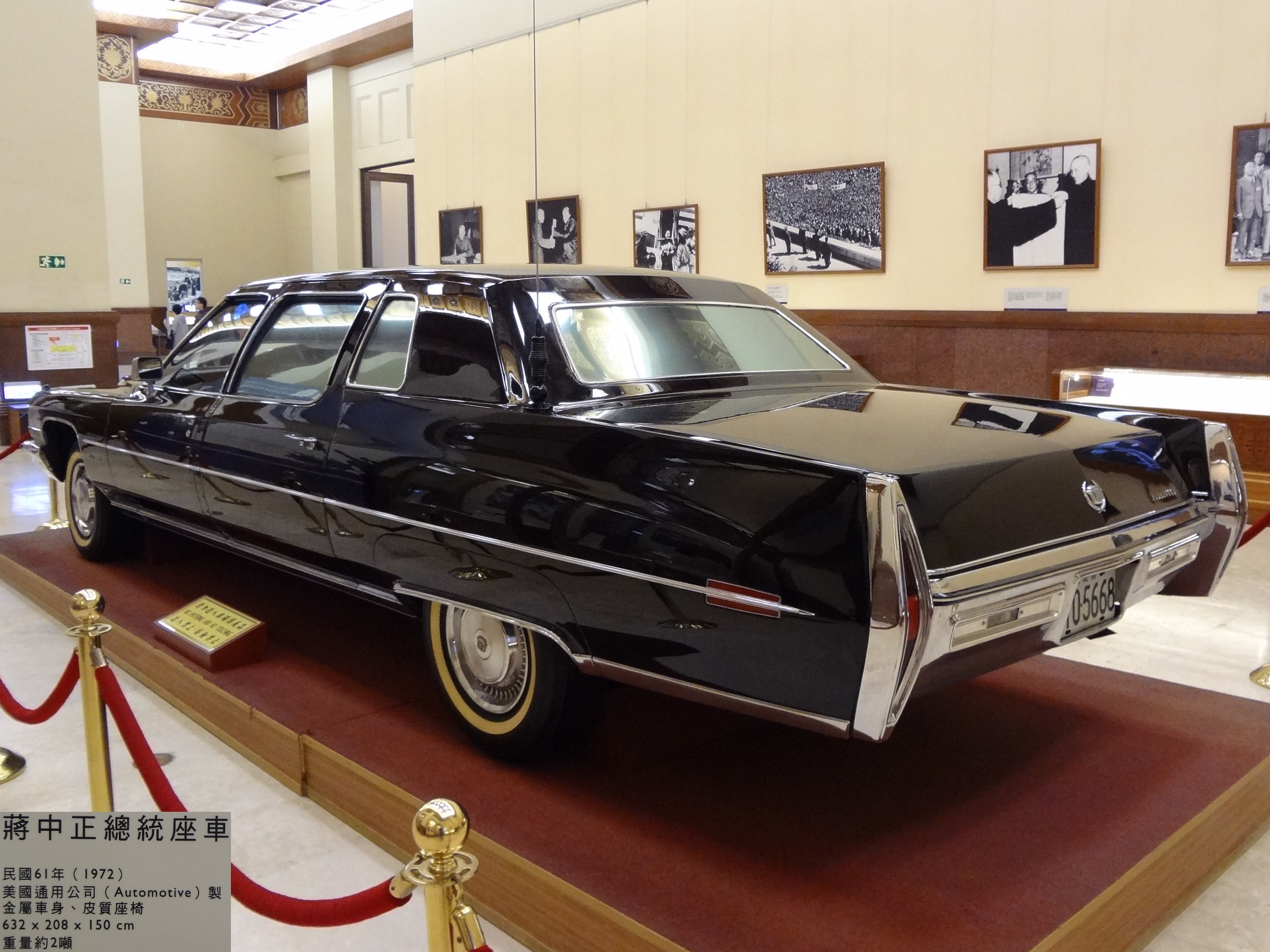
Cadillac Series 70 X - tył

Cadillac Series 70 X został zaprezentowany po raz pierwszy w 1971 roku.
Dziesiąta generacja serii 75 została przygotowana na rok 1971. Cechowała się ona rozstawem osi 3848 mm lub nawet 4001 mm w wersji Commercial. Co roku przeprowadzano drobne modernizacje nadwozia i wyposażenia wnętrza. W roku 1976 opcjonalnie można było zamówić wersję z silnikiem V8 8.2 z elektronicznym wtryskiem paliwa. Do przeniesienia napędu wciąż służyła 3-biegowa skrzynia Turbo-Hydramatic 400. Długość nadwozia wynosiła w zależności od rocznika: 6281 (1971), 6322 (1972), 6350 (1973) lub 6406 mm (1974-76).

### Silniki
- V8 7.7l OHV
- V8 8.2l OHV

## Jedenasta generacja

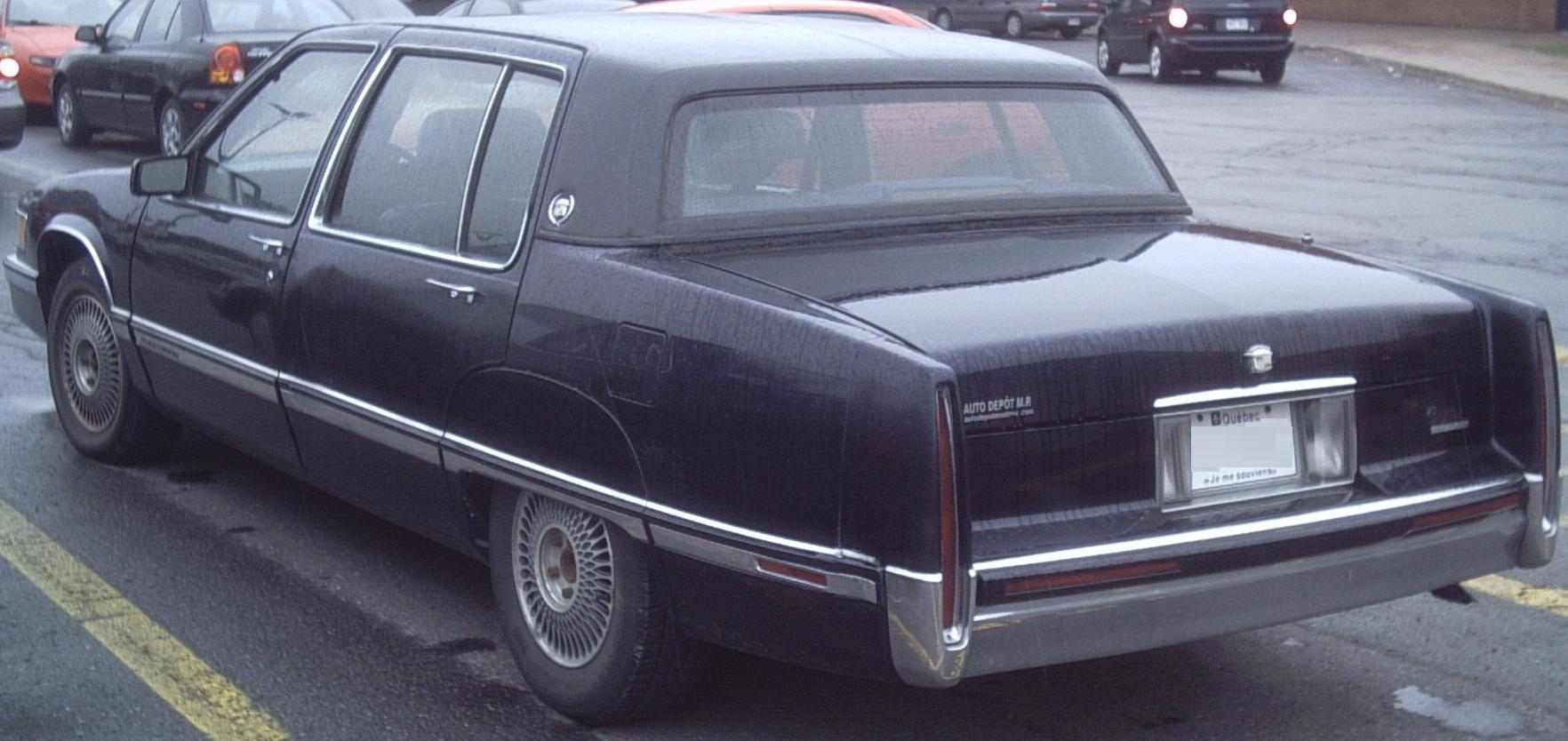
Cadillac Series 70 XI - tył

Cadillac Series 70 XI został zaprezentowany po raz pierwszy w 1985 roku.
W 1985 roku General Motors zaprezentowało nową płytę podłogową GM C-body przystosowaną do przedniego napędu. Oparto na niej ostatnią generację serii 75, rozstaw osi wynosił 3414 mm, długość nadwozia 5552 mm. Dzięki mniejszym wymiarom samochód cechował się masą własną mniejszą o ponad 500 kg niż poprzednia generacja. Do napędu posłużył silnik V8 4.1 HT-4100, moc przenoszona była na koła przednie poprzez 4-biegową automatyczną skrzynię biegów (4T60 lub TH-440-T40). Pojazd pozwalał na podróż ośmiu pasażerom. W roku 1987 przeprowadzono ostatnią modernizację serii.

### Silnik
- V8 4.1l HT-4100